# Multidisciplinary Journal of School Education
Multidisciplinary Journal of School Education – czasopismo naukowe będące półrocznikiem ukazującym się od 2012 r. współredagowanym przez Akademię Ignatianum w Krakowie i hiszpański Abat Oliba CEU University. W czasopiśmie publikowane są artykuły z zakresu edukacji. Dotychczas ukazało się 22 numery „Multidisciplinary Journal of School Education” (stan na grudzień 2022).

## Punktacja czasopisma
W wykazie czasopism naukowych Ministerstwa Edukacji i Nauk z dnia 17 lipca 2023 półrocznik ten ma 100 punktów.